# Ачери-биатлон
Ачери-биатлон (ски-ачери, от англ. archery — стрельба из лука) — зимний вид спорта, сочетающий лыжную гонку со стрельбой из лука. В 1996 году было принято решение о проведении Чемпионата мира по ачери-биатлону. Первый чемпионат мира был проведен в 1998 году в Италии, в котором приняли участие 11 стран.

## История
Как вид спорта ачери-биатлон оформился в 1975 году во Франции. Первые соревнования были проведены в 1982 году в Австрии и Италии. Широкой общественности этот вид спорта был представлен в 1983 году в Антерсельве на Чемпионате мира по биатлону среди юниоров. После стартов в Антерсельве ачери-биатлон не приобрел ту популярность, которую ожидали организаторы. В 1991 году Международная организация стрельбы из лука (фр. Federation Internationale de Tir a L'Ark, FITA) включила ачери-биатлон в программу состязаний лучников. I Чемпионат России по ачери-биатлону был проведен в 1998 году.
В 2000 году Международный союз биатлонистов (англ. International Biathlon Union, IBU) и FITA основали комитет, который ввел новый свод правил и упорядочил процесс организации и проведения соревнований. C 2006 года FITA является единственной международной организацией, ответственной за развитие ачери-биатлона.

## Правила
Все основные правила прохождения трасс на лыжах в биатлоне используются и для ачери-биатлона. Для переноса лука в вертикальной позиции на спине между плеч и прицельным окном, повернутым к спине, каждый участник должен использовать колчан. Участник может нести с собой маленький ремонтный комплект. Все стрелы участник должен нести сам.
На стрельбище расстояние до мишени должно составлять 18 метров. В ачери-биатлоне существуют два основных вида мишени: бумажные и падающие. Лицевая сторона мишени должна быть чёрной с белой меткой в центре. Диаметр мишени составляет 16 см, метки в центре — 3 см. Центр мишени должен быть на высоте 1 метр относительно уровня огневого рубежа. Различают стрельбу из положения стоя и стрельбу из положения с колена.

## Виды гонок

### Индивидуальная гонка
Классическая индивидуальная гонка в современном виде представляет собой 12,5 километровую гонку для мужчин и 10 км для женщин, состоящую из 5 кругов по 2,5 км (2 км у женщин). Спортсмены стартуют отдельно, с интервалом в 30 секунд. Спортсмены стреляют на четырёх огневых рубежах, чередуя стрельбу из положения стоя и стрельбу из положения с колена. За каждый промах ко времени прохождения спортсменом дистанции прибавляется одна минута.

### Масс-старт
Гонка с общего старта на 10 км у мужчин и 7,5 км у женщин с 4 огневыми рубежами. В ней принимают участие 30 сильнейших спортсменов по итогам прошедших соревнований. В масстарте на первых двух огневых рубежах спортсмены стреляют из положения стоя, на вторых двух — из положения с колена. За каждый промах предусмотрено прохождение спортсменом штрафного отрезка дистанции, равного 150 метрам.

### Спринт
Гонка на 7,5 км у мужчин и 6 км у женщин с двумя огневыми рубежами. Первая стрельба выполняется из положения стоя, вторая — с колена. Спортсмены стартуют раздельно. За каждый промах предусмотрено прохождение спортсменом штрафного отрезка дистанции, равного 150 метрам.

### Гонка преследования
Гонка на 10 км у мужчин и 8 км у женщин с тремя огневыми рубежами. Старт даётся раздельно, исходя из позиций, занятых в предыдущей спринтерской гонке. Первым стартует спортсмен занявший первое место, за ним второй с интервалом, равным отставанию в спринтерской гонке и т. д. Первая и последняя стрельба проводятся из положения стоя, вторая — из положения с колена. За каждый промах предусмотрено прохождение спортсменом штрафного отрезка дистанции, равного 150 метрам.

### Эстафета
Эстафета для мужчин и для женщин проводится по программе женского спринта: 4 этапа по 6 км у мужчин и 3 этапа по 6 км для женщин. На каждом этапе по два огневых рубежа. В отличие от остальных гонок у спортсмена 5 стрел на каждые 4 мишени. Если спортсмен не смог закрыть 4 мишени 5 стрелами, то за каждую не пораженную мишень предусмотрено прохождение спортсменом штрафного отрезка дистанции, равного 150 метрам.